# Висєлки (станиця)
Висілки або Висєлки (рос. Выселки) — станиця в Росії, центр Виселківського району Краснодарського краю і Висєлківського сільського поселення.
Населення — 18 500 мешканців (2002).

## Історія
Землі району до 1970-х років XIX століття були малонаселеними. Поселення Чорноморських козаків знаходились на захід і південний захід, лінійних козаків — на південний схід (див. Кубанські козаки). Охочі переселитися з густонаселених станиць, тобто поїхати на виселкі, могли звернутися до обласного керівництва з проханням виділення землі.
У 1893 на землях сучасної станиці утворився хутір Воровськолєський — висілок станиці Воровськолєської Баталпашинського відділу Кубанської області (територія сучасного Ставропольського краю). Воровськолєська станична громада видала переселенцям по 25 рублів на облаштування і десять тисяч рублів на загальносуспільні потреби. :«… а имущества свои в Воровсколесской, ввиду воспрещения продажи их иногородним лицам, забрали от нас жители за баснословно дешевую цену, чрез что нам, Выселковцам, пришлось много лет переносить большие лишения….»
10 жовтня 1903 хутір Воровськолєський перетворений на станицю Висєлки.
Навесні 1910 року на протилежному, від Виселок, боці річки Журавка (сточище Лівого Бейсужка) переселенці зі станиці Суворовської (також територія сучасного Ставропольського краю, басейн Куми) заснували нову станицю Новосуворовську, яка входить у межі сучасної станиці Висєлки.
Населення станиці Висєлки швидко зростало за рахунок іногородніх, які становили в ній більшість, на відміну сусідньої Новосуворовської. Іногородні землею не наділяли, вони або наймалися в батраки, або орендували землю в багатих козаків, сплачуючи по сорок карбованців на сезон за десятину чи погоджувалися «Іспєлу» вирощувати хліб, віддаючи половину врожаю господарю землі.